# 아오모리현 제3구
아오모리 현 제3구(일본어: 青森県第3区, あおもりけんだい3く)는 일본의 중의원 선거구이다. 1994년 일본 공직선거법 개정으로 신설되었다.

## 지역
- 히로사키시
- 고쇼가와라시
- 구로이시시
- 쓰가루시
- 히라카와시
- 니시쓰가루군
- 나카쓰가루군
- 미나미쓰가루군
- 기타쓰가루군

아오모리 현 제3구는 총 두 차례의 선거구 개편을 거쳤다. 2013년에 일부 구역이 변경되고, 2017년 선거구 개편으로 아오모리 현 제4구가 폐지되면서 옛 4구에 속했던 고쇼가와라 시와 기타쓰가루 군을 추가하고 아오모리 시(옛 나미오카 정)를 뺀 구역이 되었다.
2017년 선거구 개편 이전에는 다음과 같았다.
- 하치노헤시, 산노헤군 (고노헤정 제외)

2013년 선거구 개편 이전에는 다음과 같았다.
- 하치노헤시, 산노헤군

## 역사
중선거구 시절의 제1구는 현 1구에 해당되는 도세 지구, 현 2구에 해당하는 카미키타, 시모키타 지구, 현 3구에 해당하는 산파치 지구 (하치노헤시, 산노헤군)로, 지역의원으로는 네 명이 나왔다. 도세 지구에서는 쓰시마 유, 다케나카 슈이치, 진보정당 후보가, 산파치카미카타에서는 다마부 마사미와 오시마 다다모리 등이 출마하였다. 이중 하치노헤 지역은 다마부와 오시마의 세력권으로 각각 둘로 분열되는 모습을 보였으며, 이를 두고 일명 하치노헤 전쟁이라 부르는 선거전이 치열하였다. 정치개혁이 물살을 탔던 1993년에는 다마부가 자민당에서 탈당해 신생당에 입당, 현민협회를 설립하기도 했다.
1996년 소선거구제 시행 이후에도 상대 입후보자 간의 절충 지대인 2구에는 전력을 피하고 일대일 승부를 펼치게 된다. 1996년 총선에서는 오시마 다다모리가 당선되었고, 낙선한 다마부 마사미는 참의원으로 자리를 옮긴다. 그런데 다마부의 둘째 딸인 다마부 마치요가 아버지의 뒤를 이어 중의원 선거에 출마하였고, 하치노헤를 두고 결판짓는 구도는 지금도 계속되고 있다. 이 대립 구도는 단순히 두 정당 간의 구도에 머무르지 않고, 하치노헤 시장 선거처럼 하치노 헤 시와 관련된 선거라면 도시가 반반 갈라지는 상황이 벌어지면서, 총선 지역구 후보자의 '대리전'이라 부를 만한 양상을 보이고 있다.
2009년 제45회 총선에서는 자민당이 상당한 역풍을 맞았지만 오시마는 367표의 근소차로 다마부를 누르고 가까쓰로 9선 의원이 되었다. 다마부도 비례부활을 통해 당선되었다. 이때 당시 일부 매체에서 개표를 마치기 전 오시마 후보의 낙선을 전하고, 오시마는 지지자를 향해 낙선 기자회견까지 열었지만, 나중에 오보로 밝혀지는 해프닝도 벌어지기도 했다. 2012년 제46회 총선에서는 오시마가 28,000표의 득표차로 대승을 거두며 10선을 찍었고, 다마부는 비례부활에도 실패하며 낙선하였다. 2014년 제47회 총선에서도 오시마가 다마부를 다시 한번 누르고 11선 의원에 등극했고, 다마부는 또다시 낙선하고 말았다.
2017년 제48회 총선에서는 아오모리현 선거구가 대폭 개편되면서, 하치노헤 시와 산노헤 군이 제3구에서 제2구로 넘어갔고, 오시마는 제2구로 지역구를 옮겼다. 오시마의 뒤를 이어 자민당에서는 신인후보인 기무라 지로를 출마시켰고, 자민당의 우세 속에 당선되었다.

## 역대 국회의원
| 선거          | 선거          | 의원            | 정당   |
| ------------- | ------------- | --------------- | ------ |
|               | 1996년 제41회 | 오시마 다다모리 | 자민당 |
| 2000년 제42회 |               | 오시마 다다모리 | 자민당 |
| 2003년 제43회 |               | 오시마 다다모리 | 자민당 |
| 2005년 제44회 |               | 오시마 다다모리 | 자민당 |
| 2009년 제45회 |               | 오시마 다다모리 | 자민당 |
| 2012년 제46회 |               | 오시마 다다모리 | 자민당 |
| 2014년 제47회 |               | 오시마 다다모리 | 자민당 |
| 2017년 제48회 | 기무라 지로   |                 | 자민당 |

## 같이 보기
- 아오모리현 선거구